# Nikmelnikovita
La nikmelnikovita és un mineral de la classe dels silicats que pertany al grup del granats. Rep el honor de l'acadèmic Nikolai Nikolaevich Melnikov (Николай Николаевич Мельников) (25 de juliol de 1938, Moscou, URSS - 2 de juny de 2018, Rússia), un excel·lent enginyer de mines i organitzador de ciències, director de l'Institut Miner del Centre de Ciències Kola, Acadèmia Russa de Ciències (1981-2015).

## Característiques
La nikmelnikovita és un silicat de fórmula química Ca₁₂Fe2+Fe3+₃Al₃(SiO₄)₆(OH)20. Va ser aprovada com a espècie vàlida per l'Associació Mineralògica Internacional l'any 2018, sent publicada per primera vegada el 2019. Cristal·litza en el sistema trigonal. La seva duresa a l'escala de Mohs és 5,5.
L'exemplar que va servir per a determinar l'espècie, el que es coneix com a material tipus, es troba conservat * a les col·leccions del museu mineralògic de la Universitat Estatal de Sant Petersburg (Rússia), amb el número de catàleg: 1/19691.

## Formació i jaciments
Va ser descoberta al massís de Kovdor (óblast de Múrmansk, Rússia), on es troba associada a calcita i andradita. Es tracta de l'únic indret de tot el planeta on ha estat descrita aquesta espècie mineral.